# Hispoleptis ollagnieri
Hispoleptis ollagnieri is een keversoort uit de familie bladkevers (Chrysomelidae). De wetenschappelijke naam van de soort werd in 1973 gepubliceerd door Berti & Chenon.